# Bán Zsófia
Bán Zsófia (Rio de Janeiro, Brazília, 1957. szeptember 23. –) magyar író, irodalomtörténész, irodalom- és művészetkritikus. 

## Életpályája
Rio de Janeiróban született, ahol édesapja a külkereskedelmi kirendeltség vezetője volt. Magyarországra 12 éves korában költöztek vissza. 1972-76 között a budapesti Kölcsey Ferenc Gimnázium francia tagozatára járt. 1976–1981 között az ELTE BTK angol–francia–portugál szakos hallgatója, Budapesten kívül tanult Lisszabonban, Minneapolisban és New Brunswickban. 1981–1985 között a Mafilm munkatársa, mint rendezőasszisztens. 1985–1989 között a Magyar Tudományos Akadémia aspiránsa. 1985–1990 között az ELTE Bölcsészettudományi Kar angol tanszékének tanársegédje volt. 1992 óta az ELTE BTK amerikanisztika tanszékének adjunktusa, 2001-2023-ig docense volt, ahol amerikai irodalmat és vizuális elméletet tanított. Főbb kutatási területei a vizuális kultúraelméletek, összehasonlító kultúratudomány, genderelméletek, a holokauszt az irodalomban és a vizuális művészetekben. Ösztöndíjas kutatóként többek között a Rutgers Universityn, a berlini John F. Kennedy Könyvtárban, valamint a Harvard Universityn dolgozott.
Jelenleg szabadúszó író. Műveit számos idegen nyelvre lefordították, íróként, esszéistaként magyar és nemzetközi díjakkal elismert szerző. 2014-ben fél évig Svájcban, Zugban (Landis&Gyr), 2015-16-ban Berlinben DAAD írói ösztöndíjjal tartózkodott. 2021-ben írói munkásságáért a svájci Spycher Literaturpreis-szal tüntették ki. Szépirodalmi műveit németül a Suhrkamp Verlag adja ki, melyeket Terézia Mora fordít.
Írásai
Bán Zsófia írásai gyakran foglalkoznak a vizualitás, a vizuális művészetek, a fotográfia, a magán- és kulturális emlékezet, a történelmi traumák, valamint a gender kérdéseivel. Számos esszét írt az irodalom és vizualitás kapcsolatáról, így többek között, W. G. Sebald, Susan Sontag, Kertész Imre, Lengyel Péter és Nádas Péter munkái kapcsán. Novellái számos nemzetközi antológiában szerepelnek, műveit többek között német, angol, spanyol, portugál, orosz, cseh, szlovák és szlovén nyelvre fordították.

## Művei
Szépirodalom:
- Lehet lélegezni!, Budapest, Magvető, 2018.

- Weiter atmen, übersetzt von Terézia Mora. Berlin, Suhrkamp Verlag, 2020. ISBN 978-3-518-42909-9.

- Amikor még csak az állatok éltek, Magvető, Budapest 2012. ISBN 978-96-31430-10-3

- Als nur die Tiere lebten, translated by Terézia Mora, Berlin, Suhrkamp Verlag, 2014. ISBN 978-3-518-42424-7

- Esti iskola – Olvasókönyv felnőtteknek, Budapest/ Bratislava, 2007. ISBN 978-80-7149-921-3

- Abendschule – Eine Fibel für Erwachsene, translated by Terézia Mora, Suhrkamp Verlag, Berlin, 2012. ISBN 978-3-518-42289-2

- Escuela nocturna – Manual de lectura para adultos, translated by José Miguel González Trevejo, Ediciones Siruela, Madrid, 2015. ISBN 978-84-16396-11-5

- Night School: A Reader for Grownups, translated by Jim Tucker. Open Letter Books, Rochester, 2019.

Gyerekirodalom:
- Vagánybagoly és a negyedik Á avagy mindenki láthat mást (Tuffy Owl and Class Four A or Everyone Can See Differently), 2021.
- Vagánybagoly és a harmadik Á avagy mindenki lehet más (Tuffy Owl and Class Three A or Everyone Can be  Different), 2019.

Esszék:
- Der Sommer unsres Missvergnügens, Matthes & Seitz/DAAD, Berlin, 2019.

- Turul és dínó (The Turul Bird and the Dino – essays on the visual representation of historical memory), Magvető, Budapest, 2016.

- Exponált Emlék – Családi képek a magán- és közösségi emlékezetben, Szerk. Bán Zsófia és Turai Hedvig, AICA/Argumentum, Budapest, 2008. ISBN 9789630651950

- Exposed Memory: Family Pictures in Private and Collective Memory, AICA-CEU Press, Budapest, 2010. ISBN 978-9639776708

- Próbacsomagolás, Kalligram, Budapest/Bratislava, 2008. ISBN 978-80-8101-056-9

- Amerikáner: A huszadik századi amerikai irodalom és művészet kultikus darabjai , Magvető, Budapest, 2000.

- Desire and De-Scription: Words and Images of Postmodernism in the Late Poetry of William Carlos Williams, Amsterdam, Rodopi, 1999. ISBN 978-9042004634

## Díjai
- 2021: Spycher: Literaturpreis Leuk
- 2020: HUBBY Év Gyerekkönyve-díj
- 2018: Acquisition Award (fődíj), LOOP Barcelona Video Festival (Forgács Péterrel)
- 2015: DAAD-ösztöndíj
- 2014: Haus der Kulturen der Welt (HKW)-díj/International Literature Award (Shortlist)
- 2014: Landis&Gyr ösztöndíj
- 2013: Üveggolyó-díj
- 2013: Aegon-díj (shorlist)
- 2012: Déry Tibor-díj
- 2009: Palládium díj
- 2009: Mozgó Világ-díj
- 2008: József Attila-díj
- 2007: Balassa Péter-díj